# 安倍家麻呂
安倍 家麻呂（あべ の やかまろ）は、奈良時代後期の貴族。官位は正五位上・石見守。

## 経歴
光仁朝の宝亀3年（772年）従五位下・兵部少輔に叙任。宝亀10年（779年）従五位上に叙せられる。翌宝亀11年（780年）3月に陸奥国で宝亀の乱が起こると、中納言・藤原継縄が征東大使に任ぜられるなどの乱追討関連の任官に伴い、家麻呂は出羽鎮狄将軍に任じられ出羽国に赴く。同年8月には二階の昇進により正五位上に叙せられると共に、蝦夷の攻撃にさらされて維持が難しくなっていた秋田城の存廃に関連して、帰属して城下に居住していた俘囚が動揺している旨を上奏。これを受けて朝廷では秋田城の防衛強化が図られ、専使あるいは専当の国司による鎮守方式を採ることになり、これが後の秋田城介の起源になったとされている。
天応元年（781年）桓武天皇の即位後まもなく上野守に任ぜられる。その後、延暦4年（785年）左兵衛督、翌延暦5年（786年）左大舎人頭と京官を務めるが、延暦8年（789年）石見守として再び地方官に転じた。
それ以降六国史に叙位任官記載がなく、動静は不明。一説では大同元年（806年）10月24日に享年71で卒去したともされる。

## 官歴
『続日本紀』による。
- 時期不詳：正六位上
- 宝亀3年（772年） 正月8日：従五位下。11月16日：兵部少輔
- 宝亀10年（779年） 1月23日：従五位上
- 宝亀11年（780年） 3月29日：出羽鎮狄将軍。8月22日：正五位上
- 天応元年（781年） 5月25日：上野守
- 延暦4年（785年） 正月15日：左兵衛督
- 延暦5年（786年） 正月28日：左大舎人頭
- 延暦8年（789年） 2月4日：石見守
- 大同元年（806年） 10月24日：卒去？